# Бойовий парамедик

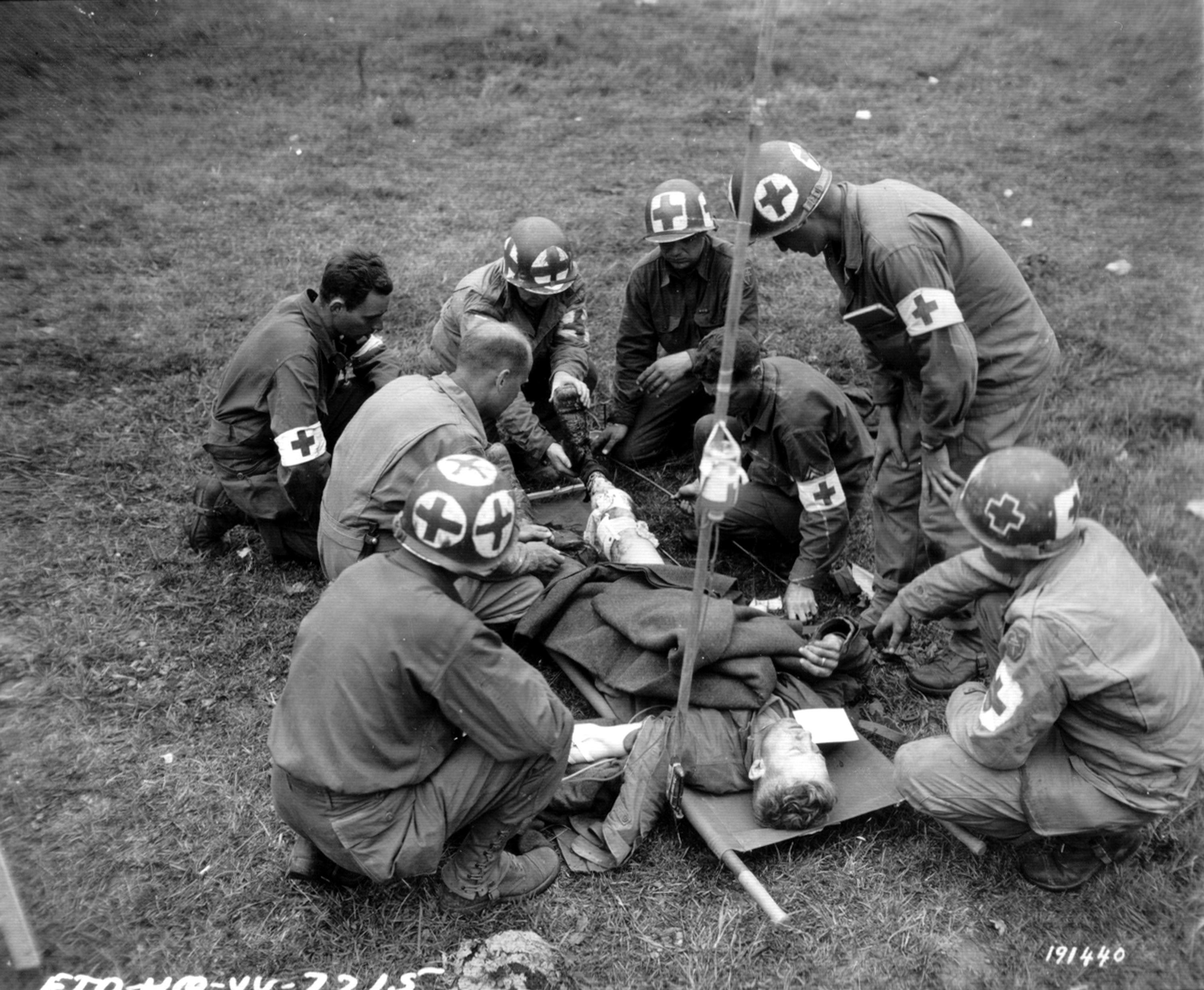
Медична бригада за роботою під час битви за Нормандію

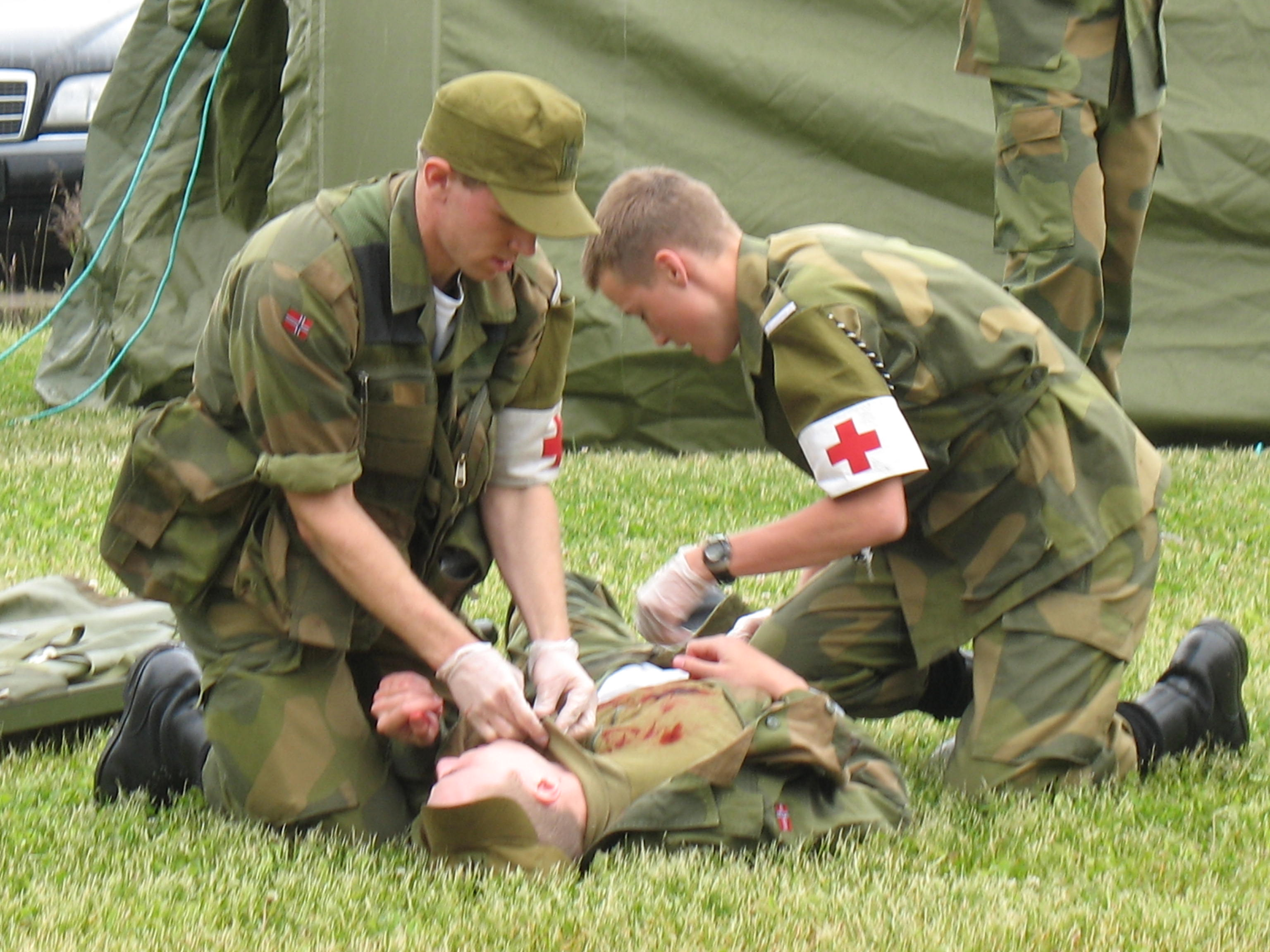
Норвезькі медики під час навчань

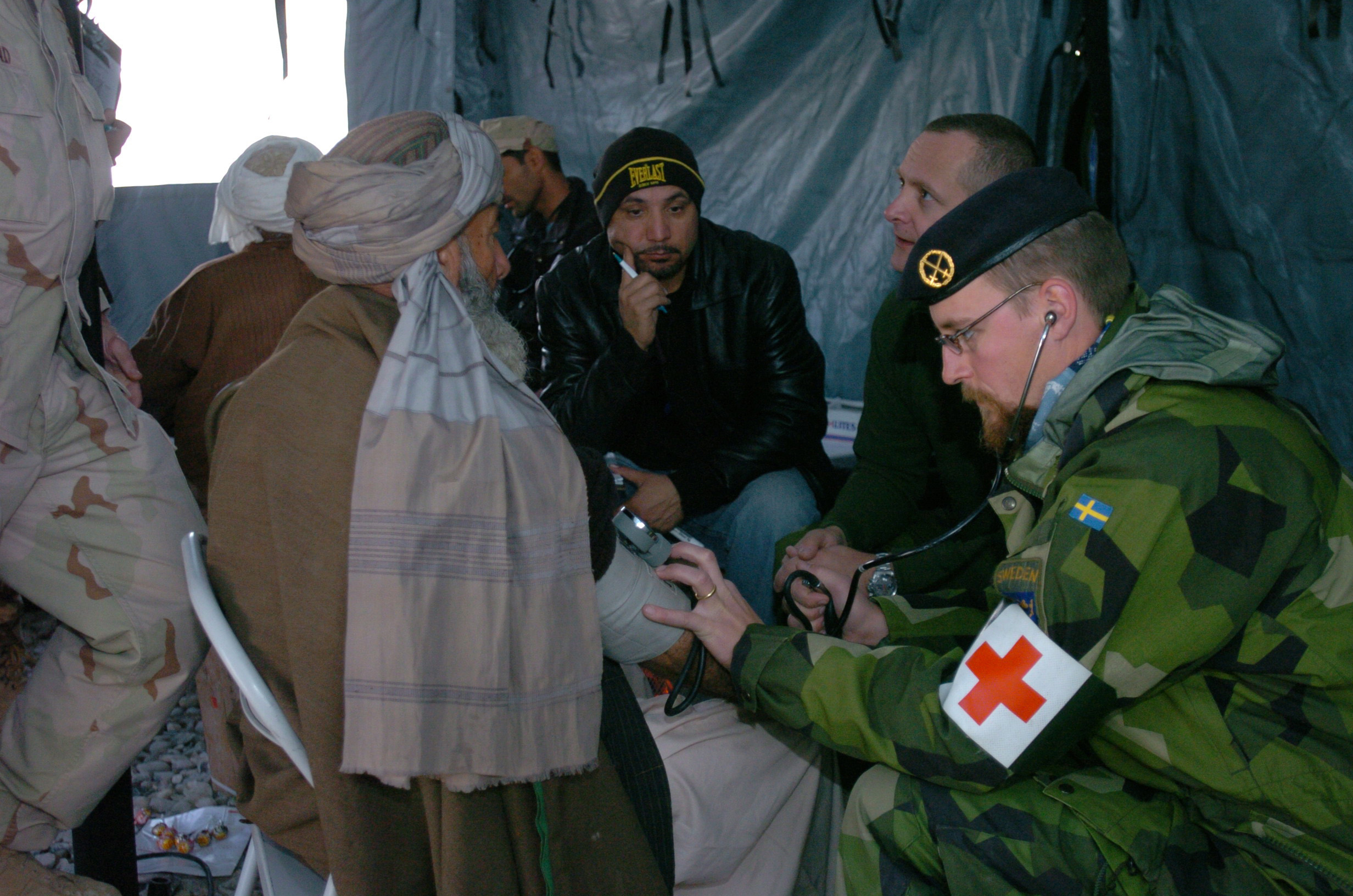
Медик шведської армії в Афганістані, 2006 рік

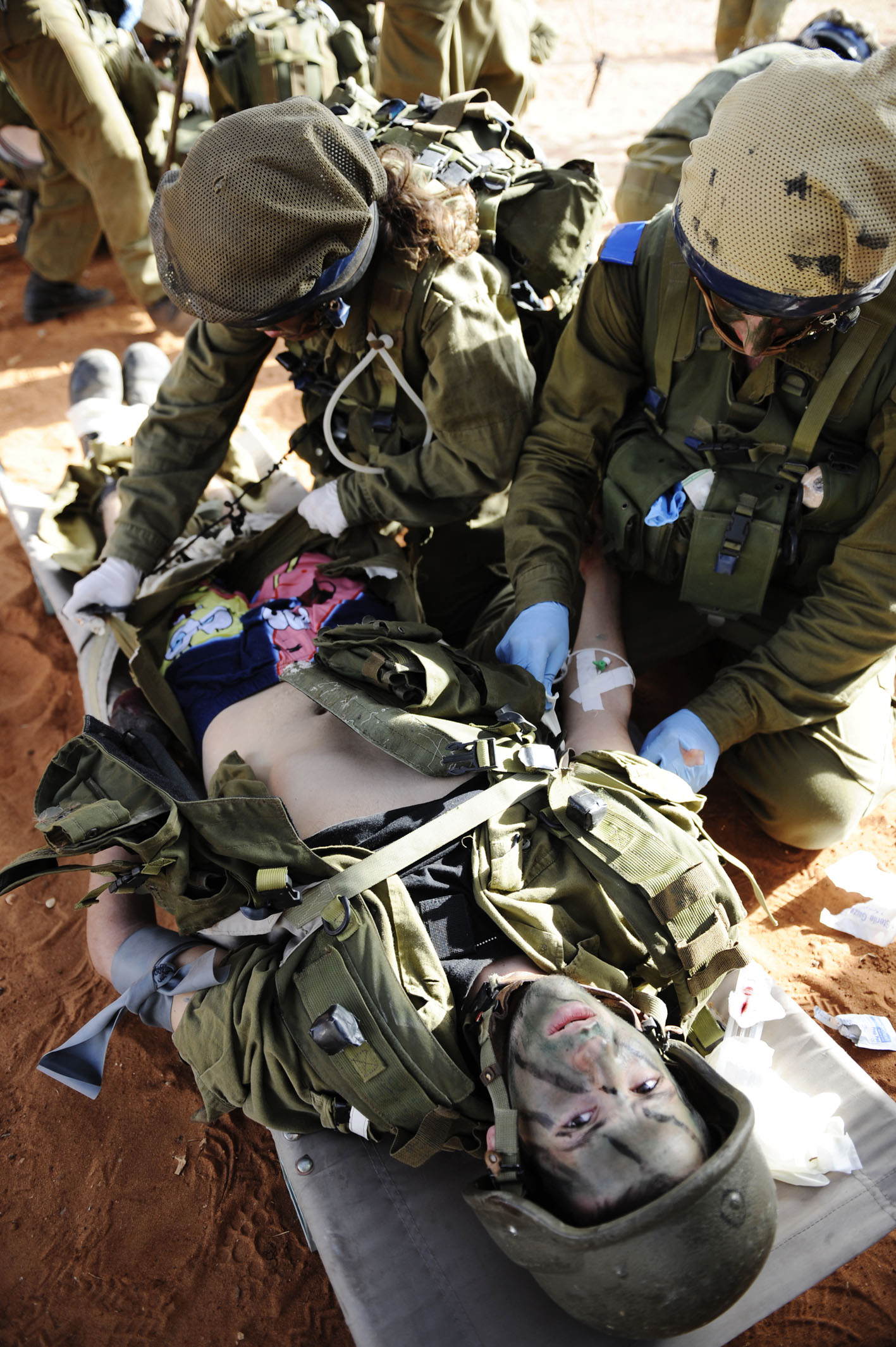
Навчання польових лікарів IDF в Ізраїлі

Бойовий парамедик (або Бойовий медик) — військовослужбовець, на якого покладені обов'язки з надання невідкладної медичної допомоги на місці поранення в умовах бойового чи навчального середовища, а також за надання первинної допомоги та охорону здоров'я і евакуацію з місця поранення чи захворювання. Крім того, медики також можуть нести відповідальність за створення, нагляд і виконання довгострокових планів догляду за пацієнтами за погодженням із наявним лікарем або за його відсутності. Бойові медики можуть бути залучені до діяльності в госпіталях і клініках, де вони мають можливість виконувати додаткові функції, наприклад працювати з використанням медичного і лабораторного обладнання, виконувати процедури чи допомагати при виконанні процедур.
Бойові медики також працюють безпосередньо на передовій: надають домедичну допомогу пораненим, здійснюють їхнє сортування і організовують їх евакуацію.

## В українській армії
Бойовий медик — це військовослужбовець без медичної освіти, який пройшов спеціалізовану підготовку та здобув необхідні навички для надання медичної допомоги на полі бою. Вони проходять базову загальну військову підготовку (БЗВП), спеціалізовані медичні тренінги та сержантські (лідерські) курси. Після завершення цієї підготовки бойові медики набувають сержантського рівня компетенції та перестають бути просто солдатами.
У багатьох країнах світу, зокрема й в Україні до початку повномасштабного вторгнення, підготовка бойового медика тривала 68 тижнів та мала назву «68 Whiskey» (68W). Проте в умовах війни термін цієї підготовки було скорочено до 35 навчальних днів.
Поняття «бойовий медик» в українській армії з'явилося в 2014 році. Медпрацівників, які прибували до складу підрозділів Збройних Сил України, найчастіше називали «санітарними інструкторами» або «санітарами» — поняттями, що лишилися, як спадок від радянської армії.
Перші українські військовослужбовці пройшли курс з підготовки бойового медика за стандартами Сухопутних військ США в 2016 році.  
ВОС, що стосуються тактичної медицини, офіційно з'явилися у 2017 році. Тоді спеціальність «бойовий медик» була офіційно визнана наказом Міноборони України.
Бойовими медиками можуть бути призначені, як жінки, так і чоловіки, з медичною освітою (або без неї), але які пройшли відповідну фахову підготовку.